# The Poacher's Pardon
Pour plus de détails, voir Fiche technique et Distribution.
The Poacher's Pardon est un film américain sorti en 1912, réalisé en Angleterre, durant l'été 1912 par Sidney Olcott avec Jack J. Clark et Alice Hollister dans les rôles principaux.

## Fiche technique
- Réalisation : Sidney Olcott
- Scénario : Gene Gauntier
- Production : Kalem
- Directeur de la photo : George K. Hollister
- Décors : Allen Farnham
- Longueur : 317 m
- Date de sortie :
- Distribution : General Film Company

## Distribution
- Jack J. Clark : Jim Warren
- Alice Hollister : Dora Wallace
- J. P. McGowan : M. Wallace
- Helen Lindroth : Mme Wallace

## Anecdotes
Le film a été tourné durant l'été 1912 en Angleterre.